# Cravanche
Cravanche település Franciaországban, Territoire de Belfort megyében. Lakosainak száma 1935 fő (2022. január 1.). Cravanche Belfort és Essert községekkel határos.

## Népesség
A település népességének változása:
| Lakosok száma | 1965 | 1952 | 2012 | 1957 | 1959 | 1951 | 1938 | 1928 | 1935 |
|               | 2013 | 2015 | 2016 | 2017 | 2018 | 2019 | 2020 | 2021 | 2022 |